# Club Deportivo San Ignacio
El Club Deportivo San Ignacio  es un club de fútbol fundado en 1964 en el barrio de Adurza de la ciudad de Vitoria (Álava) España. Actualmente su primer equipo juega en la Tercera División, siendo el paso intermedio entre el Juvenil A y el Deportivo Alavés "B".

## Historia
El Club de Fútbol San Ignacio es un modesto y a la vez reconocido club de fútbol de la ciudad de Vitoria ligado al barrio vitoriano de Adurza, situado al sur de la ciudad. Muchos colocan merecidamente a este club entre los 3 o 4 más destacados de Álava por detrás del Deportivo Alavés, C.D. Laudio y Amurrio Club.
San Ignacio es un nombre muy vinculado a dicho barrio, ya que la parroquia del barrio está consagrada a ese santo y la principal empresa ubicada en el barrio se llamaba Esmaltaciones San Ignacio (se trasladó fuera del barrio en 2005). Sin embargo el origen del club está en una escuela de Adurza, el Colegio Público San Ignacio, de donde nació el club en 1964. De ahí el apodo que reciben de los Colegiales.
El C.F. San Ignacio ascendíó por primera vez a la Tercera división española en 1997, tras proclamarse campeones de la Regional Preferente de Álava. Su paso por la categoría duró una única temporada. En 2002 volvió a ascender a Tercera División, descendiendo nuevamente al finalizar la campaña 2002-03.
En verano de 2003 el San Ignacio llegó a un acuerdo con el Alavés, principal equipo de la ciudad. Fruto de dicho acuerdo, el San Ignacio pasaba a estar convenido con el Alavés (hasta entonces lo estaba con la Real Sociedad) y pasaba también a convertirse en el segundo filial del Alavés, ocupando la plaza que poseía el Alavés C, hasta entonces el segundo filial del Glorioso, en la Tercera División. Como legalmente no está permitido que un club ceda a otro su plaza, a efectos legales el club que iba a jugar en Tercera División la temporada 2003-04 seguiría siendo el Alavés C, pero jugando en el campo del San Ignacio, apoyándose en la estructura del San Ignacio e incluso uniformándose con los colores del San Ignacio. El equipo surgido fruto de esta acuerdo fue conocido como Alavés C-San Ignacio.
El Alavés C-San Ignacio jugó 2 temporadas en Tercera División, descendiendo al finalizar la temporada 2004-05. Tras descender a Regional Preferente el acuerdo entre Alavés y San Ignacio se disolvió, volviendo a competir el San Ignacio de forma autónoma (nunca dejó de ser club independiente). El Alavés C desapareció.
Aún sin el apoyo alavesista, el San Ignacio logró ascender de nuevo a Tercera División tras vencer en la última jornada a su rival directo, C.D. Vitoria, y volvió a jugar en esta categoría la temporada 2006-07, donde casualmente coincidiría con el otro filial alavesista, el Alavés B, descendido de Segunda división B. Al finalizar la campaña 2006-07 en 20.ª posición, el San Ignacio descendió de nuevo a Regional Preferente. La temporada 2007-08 volvió a recuperar la categoría al quedar campeón de la Regional Preferente Alavesa coincidiendo con renovación del campo de Adurtzabal, para volver a descender la temporada siguiente. Desde la temporada 2009-10, el equipo colegial se ha situado en la parte alta de la Regional Preferente de Álava luchando por los puestos de ascenso.
Además en el año 2015 el conjunto colegial recibió, junto con otros 9 equipos amateur de Álava (C.D. Alipendi, C.D. Laudio, A.D.C. Abetxuko, C.D. Vitoria, Amurrio Club, C.D. Nanclares, S.D. Salvatierra, C.D. Aurrera y Racing de Santo Domingo), la Medalla de Oro de manos del diputado general Javier de Andrés como premio al tesón y esfuerzo de las personas que han trabajado en estos clubes durante más de cinco décadas.
En el verano de 2017 el primer equipo colegial se convirtió en equipo colaborador de la entidad albiazul, sirviendo de paso intermedio entre el Juvenil A y el Deportivo Alavés "B". Un año después, tras el ascenso a Tercera División, debido a la imposibilidad de disputar los partidos en Adurtzabal el Club San Ignacio pasó a disputar sus partidos en las instalaciones de Ibaia.

## Uniforme
- Uniforme titular: Camiseta blanca, pantalón negro y medias blancas con ribetes negros.
- Uniforme visitante: Camiseta roja, pantalón negro y medias blancas con ribetes negros.

## Estadio
Hasta la temporada 17-18 el San Ignacio juega en el Campo de Adurtzabal, junto al barrio de Adurza, de hierba artificial. El campo fue remodelado completamente y reinaugurado en 2007, anteriormente el campo era de hierba natural. Existe un anexo de hierba artificial de primera generación, denominado Campo de Adurza, donde juegan la mayoría de los equipos del fútbol base.
En verano de 2018 debido a la imposibilidad de disputar los partidos en Adurtzabal el Club San Ignacio pasó a disputar sus partidos en las instalaciones de Ibaia, propiedad del Deportivo Alavés.

## Datos del club
- Temporadas en 1.ª: 0
- Temporadas en 2.ª: 0
- Temporadas en 2.ªB: 0
- Temporadas en 3.ª: 7
- Mejor puesto en la liga: 19º (Tercera División Gr.IV) como San Ignacio y 16º (Tercera División Gr.IV) como Alavés C-San Ignacio.

Nota: Están contabilizadas las temporadas que jugó el Alavés C-San Ignacio.

## Temporada por temporada
| Temporada   | División | Puesto | Copa del Rey |
| ----------- | -------- | ------ | ------------ |
| Desde 64-65 | Regional | —      |              |
| hasta 96-97 | Regional | —      |              |
| 1997/1998   | 3.ª      | 19º    |              |
| Desde 98-99 | Regional | -      |              |
| hasta 01-02 | Regional | —      |              |
| 2002/2003   | 3.ª      | 19º    |              |
| 2003/2004*  | 3.ª      | 16º    |              |
| 2004/2005*  | 3.ª      | 18º    |              |
| 2005/2006   | Regional | -      |              |
| 2006/2007   | 3.ª      | 20º    |              |
| 2007/2008   | Regional | 1°     |              |
| 2008/2009   | 3.ª      | 20º    |              |
| 2009/2010   | Regional | 3°     |              |
| 2010/2011   | Regional | 5°     |              |
| 2011/2012   | Regional | 5°     |              |
| 2012/2013   | Regional | 3°     |              |
| 2013/2014   | Regional | 2°     |              |
| 2014/2015   | Regional | 6°     |              |
| 2015/2016   | Regional | 7°     |              |
| 2016/2017   | Regional | 6°     |              |
| 2017/2018   | Regional | 1°     |              |
| 2018/2019   | 3.ª      | 4°     |              |
| 2019/2020   | 3.ª      | 7°     |              |
| 2020/2021   | 3.ª      | 11°    |              |
| 2021/2022   | 3.ª RFEF | 7°     |              |
| 2022/2023   | 3.ª RFEF | 15°    |              |
| 2023/2024   | 3.ª RFEF | 8°     |              |
| 2024/2025   | 3.ª RFEF |        |              |

Nota: Las temporadas indicadas con * se refieren a las que jugó como Alavés C-San Ignacio.

## C.F. San Ignacio B
Para la temporada 2011-12 el club colegial pone en marcha un filial en la Primera Regional de Álava para dar salida a los jugadores juveniles que terminaban dicha etapa.

## Jugadores destacados
- Ernesto Valverde
- Asier Salcedo
- Breixo Fernández
- Guillermo Esteban
- Roberto Olabe
- Eduardo Estibariz